# Service des archives gouvernementales
Le service des archives gouvernementales (政府檔案處, Government Records Service) est l'agence du gouvernement de Hong Kong chargée de la gestion de ses archives, ouvert en 1997.
Son siège est le premier bâtiment de Hong Kong spécialement construit pour accueillir des archives. Il a des espaces publics comprenant une grande salle de travail, une salle de conférences et une salle de recherche équipée d'ordinateurs pour accéder à la vaste collection d'archives.

## Accès
Les archives sont accessibles à pied depuis la station de Kwun Tong du métro de Hong Kong.

## Galerie

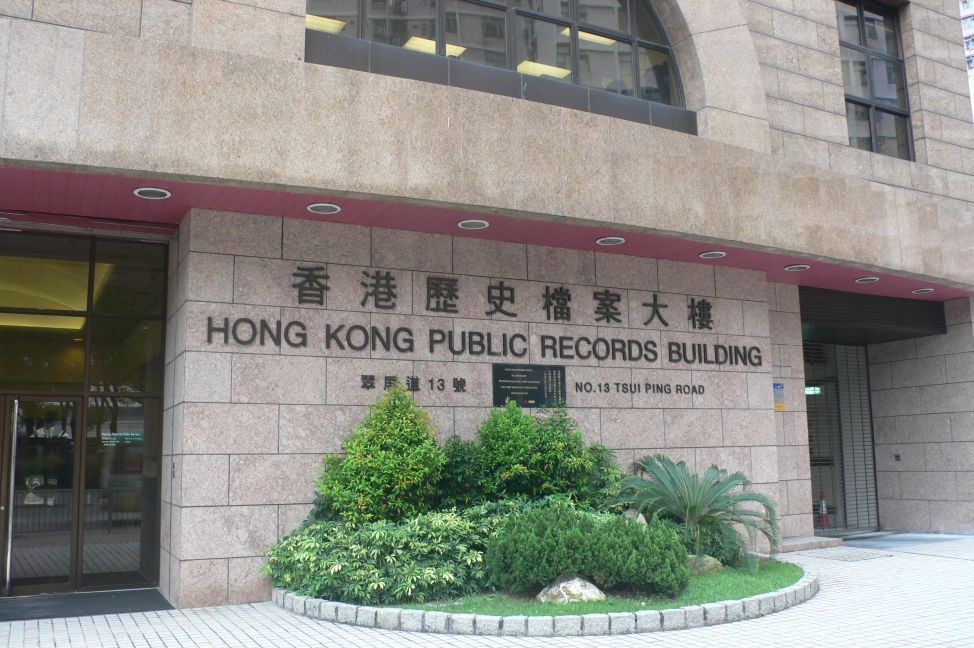
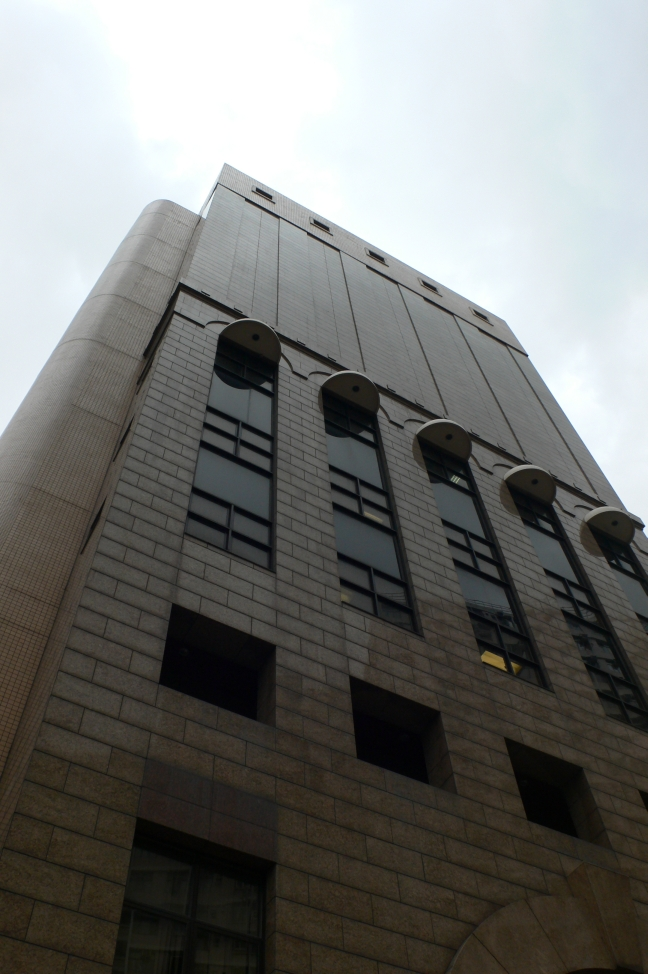
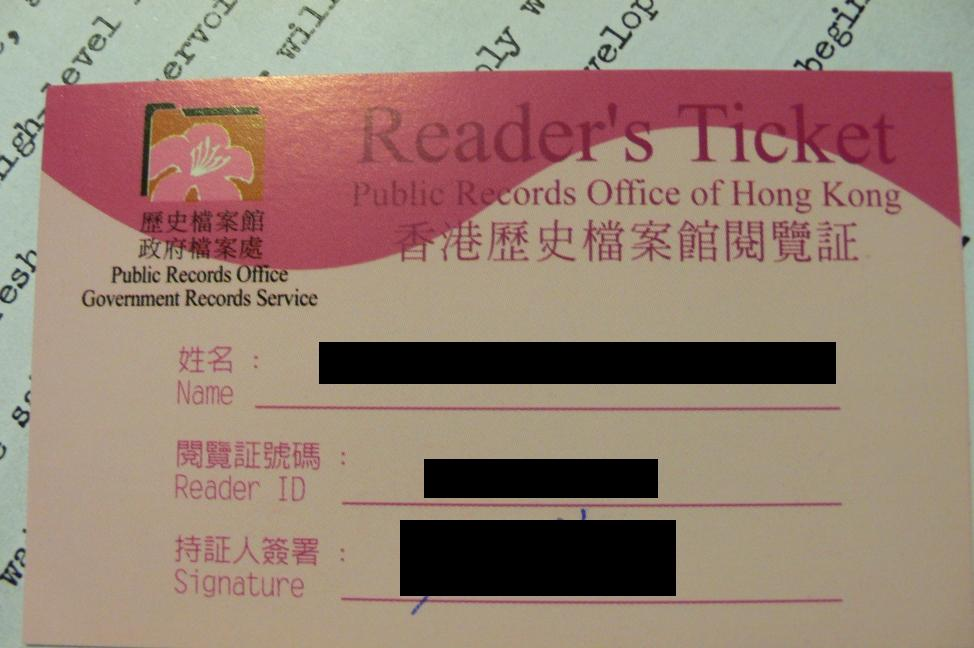
Carte de lecteur